# Голан (региональный совет)
Региональный совет Гола́н — региональный совет в составе Северного округа Израиля, включающий в себя практически всю территорию Голанских высот, аннексированных Израилем территорий, спорных с Сирией. Получил муниципальный статус в 1979 году. В пределах регионального совета расположено 32 населённых пункта, из них десять кибуцов, 20 мошавов и два социальных посёлка. Среднее расстояние между населёнными пунктами в пределах регионального совета — 28,3 км. В пределах регионального совета находятся 10 школ. Совет состоит из 32 представителей, во главе которых стоит Хаим Роках.

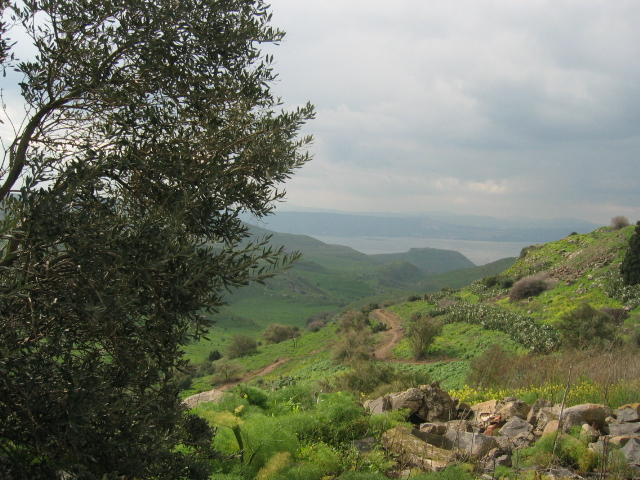
Типичная Голанская местность

## Население
По статистическим данным Центрального статистического бюро Израиля население регионального совета на 2024 год составляет 20 780 человек.
Общий прирост населения составляет 3,3 %. Социально-экономический уровень жителей совета средний.

## История
По некоторым источникам, покойный премьер-министр Израиля Ицхак Рабин обещал во время тайных переговоров с Сирией вернуть Голаны взамен на мирный договор. В израильско-сирийских переговорах сирийская сторона использовала это обещание, прозванное в Израиле «залогом Рабина», в качестве главного аргумента на котором она обосновывает своё право на Голаны.
В 2004 региональный совет Голан участвовал в финансировании кампании против переговоров с Сирией. В ответ, израильское движение «Шалом Ахшав» подало на управление совета заявку в Верховный суд Израиля с обвинением в том, что они тратят деньги из госбюджета на пропаганду, но Верховный суд отклонил их заявку.

## Главы регионального совета
- Моше Горлик
- Эйтан Лис
- Шимон Шевес
- Йэхуда Вульман
- Эли Малка
- Хаим Роках